# 근덕초등학교 노곡분교
근덕초등학교 노곡분교는 대한민국 강원도 삼척시 노곡면 하월산리에 있는 공립 초등학교이다.

## 학교 연혁
- 1930년 10월 2일 노곡공립보통학교(4년제) 개교(설립인가 9월 3일)
- 1938년 4월 1일 노곡공립심상소학교(6년제) 개칭
- 1941년 4월 1일 노곡공립국민학교로 개칭
- 1956년 3월 21일 노곡국민학교로 개칭
- 1964년 3월 6일 여삼분교장 개설
- 1966년 3월 7일 둔달분교장 개설
- 1996년 3월 1일 노곡초등학교로 교명 변경
- 1999년 9월 1일 근덕초등학교 노곡분교로 개칭
- 2010년 10월 2일 개교 80주년 기념축제 행사
- 2016년 2월 29일 폐교[1] (근덕초등학교로 통합)